# Romanus (Polen)
Romanus († 1030) war Bischof in Polen.
Er wurde nur im Nekrologion des Domkapitels Krakau genannt. Seine Diözese wurde nicht erwähnt, möglich wäre Posen.